# 아호에이투 투포우 6세
아호에이투 투포우 6세(영어: Tupou VI, 1959년 7월 12일 ~ )는 통가의 전 국왕인 타우파하우 투포우 4세의 셋째 아들로 2000년부터 2006년까지 통가의 총리였다. 왕실이 정부에서 맡는 역할을 축소하라는 시위가 연달아 발생한 지 6개월 후인 2006년 2월 11일 퇴임하였다. 2012년 3월 18일 시아오시 투포우 5세가 서거하기 전까지는 라바카 아타 울루칼랄라 왕자(통가어: Lavaka Ata ʻUlukalala)라고 불렀다. 이후 왕이 되어 투포우 6세가 되었다.